# Nikola Lutz
Nikola Lutz (* 23. Februar 1970 in Freiburg im Breisgau) ist eine deutsche Komponistin, Saxophonistin und Tarogatistin. Sie ist vor allem auf dem Gebiet der Neuen Musik und der experimentellen Kunst tätig. Als Komponistin widmet sich Lutz in erster Linie der elektronischen Musik sowie der menschlichen Stimme. Neben eigenständigen Kompositionen in der Neuen Musik vertonte sie zahlreiche Performances und Tanzaufführungen.

## Leben und Wirken
Lutz studierte 1989 bis 1990 klassisches Saxophon bei Jean-Marie Londeix am CNR de Bordeaux und von 1992 bis 1996 an der Musikhochschule Stuttgart (Saxophon bei Bernd Konrad und Musiktheorie bei Rainer Wehinger). Von 1997 bis 1998 folgt ein künstlerisches Aufbaustudium sowie von 1999 bis 2001 die Gesangsausbildung bei Stephanie Haas.
1996 beginnt sie, sich mit Komposition zu beschäftigen. Zeitgleich erweitert sie ihr Instrumentarium durch Elektronik, zunächst als Zusatz zum Instrument Saxophon, dann zunehmend verselbständigt. Es kommt zu Aufführungen verschiedener Instrumentalwerke, von Stücken für Elektronik und Bühnenwerke sowie Hörspielvertonungen.
Seit 2000 legt sie den Schwerpunkt auf Performance und arbeitet mit Bernhard Eusterschulte (Regie) und Fabian Chyle (Choreografie) zusammen. Vertonung zahlreicher Bühnenwerke (s. u.). Den Computer als Musikinstrument wendet sie seit 2003 an; sie entwickelte ein Interesse an räumlicher Definition der Musik (Mehrkanal-Technik). Bis dato hatte diese Entwicklung ihren Höhepunkt im Musiktheater „Irregehen“ mit 8-kanaliger Klanginstallation und 8-kanaligem Live-Sampling.
Lutz wirkte ferner an Uraufführungen folgender Komponisten mit: Makiko Nishikaze, Wolfgang Motz, Frederik Zeller, David Mason, Eva Barath, Gerhard Braun, Ricardas Kabelis, Dieter Kaufmann, Christopher Henry Kauffman, Walther Erbacher, Thomas Mrf. Brunner, Mark Lorenz Kysela, Andreas Krennerich, Violeta Dinescu, Helmut Öhring, Steffen Schleiermacher, Orm Finnendahl, Hans Koller, Nadir Vassena, François Rossé, Petr Pokorný und Christoph Haas. Als Solistin in der Sparte der Neuen Musik ist Lutz Mitglied der Ensembles „Duo Nikola Lutz – Armin Sommer“ (Saxophon und Percussion).
Mit der Videokünstlerin Kasumi sowie mit dem Projektionskünstler Volker Illi führt sie audiovisuelle Live-Performances auf. Ihre Band „Linako's Lovely Loops“ (mit Christian Weber, Bass, Günter Weiss, Gitarre, und Joke Lanz, Turntables) widmet sich freien Improvisationen. Darüber hinaus spielt sie sogenannte Noise Art mit „Linako & SuddenInfant“.
2001 initiierte sie zusammen mit Andreas Krennerich das Stuttgarter Saxophonfestival. Ihr eigenes Label „Linako Records“ gründete sie 2005. Seit 2006 lehrt sie als Dozentin für klassisches Saxophon an der Hochschule für Musik und Darstellende Kunst Stuttgart.

## Kompositionen
- 2006 road trip – audiovisuelle Performance von und mit Kasumi (USA) – video und Nikola Lutz – music
- 2005 Dancer – Kurzfilm von Kasumi (USA) – video und Nikola Lutz – music
- 2005 Irregehen – Musiktheater UA 28. Januar 2005 theater rampe stuttgart
- 2004/2005 Ex.It – Tanzperformance – Kompositionsauftrag von Crossover Art Concepts
- 2004 MisplacedX – Performative Installation von Fabian Chyle und Nikola Lutz – UA Eclat Festival Stuttgart 2004, Kompositionsauftrag des SWR
- 2003 Exit No7 – Tanzperformance – Herold Passage Stuttgart – 10/2003 Kompositionsauftrag von COAC
- 2003 Die Formel nach der Erzählung Bartleby von H.Melville – Tanztheater
- 2002 Speaking with mechanic birds – Klanginstallation
- 2002 Archäologische Miniatur mit Pick-Nick – Musikperformance von und mit Nikola Lutz – UA 16. März 2002  Gedok Stuttgart
- 2001 Vertonung des Hörspiels Vom Weinen kriegt man Durst für den SWR Stuttgart (Sendetermin 29. September 2001)
- 2001 Der Fisch für Countertenor und Elektronik (für Daniel Gloger)
- 1996 Zwei Welten – Saxophonquartett

## Diskografie
- 2015 Infinite Jest – gruenrecorder
- 2005 Seismic Energy – linako records
- 2005 White Loops – linako records (mit Peter Kowald)
- 2002 SuddenInfant – SudnInfnt live in Basel
- 2000 Tango l’inconnu – 1st Edition
- 1999 Saxophonisches Ensemble B
- 1999 Kurzfilm Art2Art
- 1998 MAH-JONG SaxString – General Black is the Nightmare of the Moon

## Auszeichnungen
- Bundespreis bei Jugend musiziert
- 1998 Stipendium der Kunststiftung Baden-Württemberg für das Projekt Art2Art
- 2000 Stipendium der Hermann-Haake-Stiftung
- 2002 Artist in Residence bei dellarte / Schloss Honhardt
- 2005 Platzierung beim Wettbewerb „Dancing the Screen“ der Galerie Fluctuating Images mit dem Film dancer von Kasumi / Nikola Lutz
- 2010 Erster Platz bei: 'Les concours internationaux d’interprétationde la musique d’aujourd’hui', Paris, ebenfalls Publikumspreis